# Hartmann von Berlepsch
Hartmann von Berlepsch (* 13. August 1601 in Kranichfeld, Weimarer Land; † 29. Juni 1671) war landgräflicher Erbkämmerer und während des Dreißigjährigen Krieges Offizier in der kursächsischen und der schwedischen Armee.

## Leben

### Familie
Hartmann von Berlepsch entstammte dem Adelsgeschlecht derer von Berlepsch, das sich nach der Zerstörung seiner südniedersächsischen Stammburg Barlissen im 14. Jahrhundert an der Werra festsetzte, wo es bereits im Besitze mehrerer Güter war. Er war der Sohn des Jost Hartmann von Berlepsch (1559–1605) und dessen Gemahlin Catharina geb. Wolff von Gudenberg-Oelster (1563–1610). Er war dreimal verheiratet, blieb jedoch kinderlos. 1628 heiratete er Sabine von Berlepsch, 1632 Elisabeth Maria von Vitztum von Eckstädt und 1645 Anna Elisabeth vom Hagen-Düna.

### Wirken
Von Berlepsch wurde im Alter von neun Jahren Vollwaise. Kraft von Bodenhausen, sein Onkel, sorgte für seine Erziehung. Er studierte Rechtswissenschaften an der Friedrich-Schiller-Universität Jena und der Martin-Luther-Universität Halle-Wittenberg. Bevor er 1622 als Hofjunker an den kurmainzischen Hof kam, war er zunächst kursächsischer Kürassier. Auf einer Bildungsreise nach Frankreich im Jahre 1623 kam er mit Prinzessin Henriette Maria, Tochter des französischen Königs Heinrich IV., zusammen und ging mit ihr nach England, wo sie sich mit König Karl I. vermählte. Nach diesen Reisen zog es ihn nach Holland, wo er in die Dienste des Ernst von Mansfeld trat. Nach dessen Tod diente er unter Johann T’Serclaes von Tilly. Er nahm während des Dreißigjährigen Krieges an vielen Schlachten teil, so auch an der Schlacht bei Lutter. 1629 wurde er Kammerjunker bei der Darmstädter Landgräfin Sophie Eleonore. Im Jahr darauf übernahm er als Rittmeister eine Kompanie von Kürassieren und kämpfte mit diesen in Oberitalien gegen die Franzosen. Am 6. Juni 1630 wurde er in Mühlhausen in eine Auseinandersetzung mit acht kaiserlichen Soldaten verwickelt, in deren Verlauf er zwei Männer tötete, einen dritten schwer verletzte und den Rest vertrieb. Nach der Schlacht bei Leipzig im Jahre 1631 wechselte er in die Dienste Schwedens und nahm an der Seite des Königs Gustav II. Adolf an der Schlacht bei Lützen teil. Er wurde erheblich verletzt und kehrte nach seiner Genesung nach Kursachsen zurück. 1635 wendete sich sein Land gegen Schweden, so dass er wieder die Seiten wechselte.
1645 beendete er seine militärische Karriere und widmete sich der Verwaltung seiner Güter. Im Ruhestand schrieb er noch das Werk „Schmuckkammer aller ehrliebenden jungen Rittersleute, so da begehren ehrlich zu leben und selig zu sterben.“ (6 Bände, gedruckt zu Mühlhausen 1657). 1662 trat er die Nachfolge von Sittich von Berlepsch aus dem Zweig Eichenzell als 20. hessischer Erbkämmerer an. Arnold von Berlepsch, einer seiner Vorfahren, war im Jahre 1369 von Landgraf Heinrich II. zum erblichen Kämmerer ernannt worden.
Herzog Wilhelm IV. von Sachsen-Weimar nahm ihn 1671 in die Fruchtbringende Gesellschaft auf, wo er den Namen „Der Gebrauchte“ führte.